# مهندسی مکاترونیک

نمودار سطحی ون از وب‌سایت RPI که دامنهٔ دانش مهندسی تشکیل‌دهندهٔ مکاترونیک را نمایش می‌دهد

مهندسی مکاترونیک (به انگلیسی: mechatronics engineering) (مکانیزم و الکترونیک)، ترکیبی از هفت رشتهٔ مهندسی مکانیک، مهندسی الکترونیک، مهندسی کنترل، مهندسی مخابرات، مهندسی پروژه، مهندسی کامپیوتر و مهندسی مولکولی است. این رشته سعی بر آن دارد تا نگاهی یکپارچه به سیستم‌های تشکیل شده از اجزای مکانیکی، الکترونیکی، کنترلی و نرم‌افزار داشته باشد∗. واژهٔ مکاترونیک توجه شما را به علم مکانیک و الکترونیک جلب می‌کند. هدف مکاترونیک این است که به سیستم‌های ساده‌تر، ارزان‌تر، راحت‌تر و انعطاف‌پذیرتر دست یابیم.

## تاریخچه
آقای تسورو موری یک مهندس ژاپنی شرکت یاسکاوا، در سال ۱۹۶۹ میلادی واژهٔ مکاترونیک را ابداع کرد و به‌کار برد. واژهٔ مکاترونیک جایگزین واژهٔ سیستم‌های الکترومکانیکی شد و تا حدی کمتر هم به‌جای مهندسی کنترل و اتوماسیون به‌کار گرفته‌می‌شود.

## مناسب چه کسانی است؟
از لحاظ شخصیتی، رشته مهندسی مکاترونیک مناسب افرادی است که دارای ویژگی‌های زیر بوده یا به دنبال یافتن این توانایی‌ها باشند:
- انجام کارهای گروهی
- دید کلی در اکثر علوم و ایجاد درک عمیق در آن‌ها با گذر زمان و کسب تجربه
- سخت‌کوشی و تلاش زیاد
- توانایی ایجاد ارتباط بالا
- مدیریت و رهبری تیم
- لذت بردن از تکنولوژی و فناوری‌های جدید
- تلفیق تئوری با تجربه و انجام کارهای عملی
- خلاقیت و ایجاد ایده‌های نو
- تفکر و تحلیل و ارائه راه‌حل
- قدرت تصمیم‌گیری بالا
- علاقه‌مند به ریاضیات، فیزیک، و مکانیک و ساخت ربات

## توصیف
علم مهندسی سایبرنتیک با مسئلهٔ مهندسی کنترل سیستم‌های مکانیکی سر و کار دارد. مکاترونیک برای کنترل یا تنظیم چنین سیستم‌هایی به‌کار گرفته می‌شود. تجهیزات تولید مدرن شامل ماژول‌های مکاترونیکی می‌شود که بر مبنای یک ساختار کنترلی هدفمند، در کنار یکدیگر قرار گرفته‌اند. که شناخته‌شده‌ترین ساختارها عبارتند از: ارتباط زنجیره‌ای و ترکیبی.
در رشتهٔ مکاترونیک، سیستم‌های هایبرید مهم شامل: سیستم‌های تولید، راه‌اندازهای هَمکُـنِشی، روبات‌های اکتشاف فضایی، زیرسیستم‌های خودکار از قبیل سیستم‌های ترمزگیری ضدقفل، همچنین تجهیزاتی پر کاربرد در زندگی روزانهٔ ما، از جمله دوربین‌های عکاسی با قابلیت تنظیم خودکار تصویر، ویدئو، دیسک‌های سخت، پخش‌کننده‌های لوح فشرده، ماشین‌های لباسشویی و … می‌شود.
یک فرد با درجه مهندسی مکاترونیک، معمولاً درس‌هایی در موضوعات ریاضیات مهندسی، مکانیک، طراحی اجزای ماشین، طراحی مکانیکی، ترمودینایک، مدارات و سیستم‌ها، الکترونیک و مخابرات، نظریه کنترل، برنامه‌نویسی، پردازش سیگنال‌های دیجیتالی، مهندسی قدرت، رباتیک را می‌گذراند و معمولاً یک پایان‌نامه در سال آخر خواهد داشت.

## کاربرد
اتوماسیون، سرو مکانیک، حس‌گرها و سیستم‌های کنترل، مهندسی اتومبیل، سیستم‌های ترمزگیری ضدقفل، مهندسی کامپیوتر، مکانیزم‌هایی مانند راه‌اندازهای کامپیوتری، سیستم‌های نظامی، سیستم‌های امنیتی و …

## وضعیت ادامه تحصیل
این رشته به گرایش‌های مختلفی تقسیم می‌شود که می‌توان به خودکارسازی، نانومکاترونیک، بیومکاترونیک، طراحی رباتها و سیستم‌های مکاترونیکی و ارتباط جنبی انسان، ماشین و کامپیوتر اشاره کرد.
اگر علاوه بر مهندسی به حوزه‌های زیستی و پزشکی نیز علاقه‌مندید می‌توانید به سراغ گرایش بیومکاترونیک بروید.
البته این گرایش هنوز در ایران موجود نیست ولی دانشگاه علم و صنعت دارای آزمایشگاهی مربوط به این حوزه است و دانشجویان علاقه‌مند این رشته می‌توانند با یادگیری خودخوانده زیست و پزشکی این رشته را فرا بگیرند.
به دلیل نو بودن این رشته بیومکاترونیک و سودده بودن شرکت‌های دانش‌بنیان دانشجویان می‌توانند به صورت خودخوانده حوزه‌های زیستی و پزشکی را فرا گیرند.

## مکاترونیک در ایران
درسال‌های گذشته به منظور گسترش و پیشبرد علمی - تخصصی و ایجاد شبکه ارتباطی میان صاحب نظران، پژوهشگران و کارشناسان و بهبود بخشیدن به امور آموزشی و پژوهشی در زمینه‌های مرتبط با علم مکاترونیک، انجمن مکاترونیک در ایران تشکیل گردیده‌است. انجمن مکاترونیک ایران، متولی آکادمیک این رشته در ایران است. این انجمن نخستین مجلهٔ علمی ترویجی مکاترونیک ایران را نیز در دستور کار دارد.
امروزه زمینه تخصصی مکاترونیک در همه جای جهان شناخته شده‌است. تعداد مجلات علمی و کنفرانس‌های مختص رشته مکاترونیک نیز به صورتی فراگیر در حال گسترش است. در حوزه صنعت نیز شرکت‌های بین‌المللی با بهره‌گیری از این تخصص اقدام به تولید و عرضه محصولاتی کرده‌اند که طیف آن از دوربین‌های پیشرفته، ربات‌های انسان گون، دستگاه‌های پزشکی و خودروهای هوشمند گرفته تا محصولات بدیع نظامی و هوا فضایی است.
علم مکاترونیک در ایران نیز سابقه‌ای ۱۰ تا ۲۰ ساله داشته، و با توجه به کاربرد روزافزون محصولات پیچیده و مرکب در صنایع کشور، ضرورت ایجاد ساختارهای جدید برای توسعه دانش مکاترونیک و تربیت نیروهای متخصص روز آمد اهمیت ویژه‌ای پیدا کرده‌است.
با توجه به ماهیت میان رشته‌ای دانش مکاترونیک و حجم وسیعی از تولیدات عملی کشور که عملاً ارتباط مستقیمی با تخصص مکاترونیک دارند، تأسیس دوره‌های آموزشی مکاترونیک در هنرستان‌های فنی، آموزشکده‌ها و دانشگاه‌ها، به عنوان محملی برای تشویق و تسهیل تعاملات عملی و فناوری ضروری به نظر می‌رسید. با توجه به تولید دستگاه‌های هوشمند، نیاز به این رشته نمود بسیاری پیدا کرد. امروزه از لوازم خانگی، خودروها تا صنایعی مثل پالایشگاه، نیروگاه، پتروشیمی و سیمان نیز از کاربردهای این علم استفاده می‌کنند.
این رشته به پنج گرایش بیومکاترونیک، نانومکاترونیک، طراحی رباتها و سیستم‌های مکاترونیکی، خودکارسازی (اتوماتیک و کنترل تولید) و ارتباط جنبی انسان، ماشین و کامپیوتر تقسیم می‌گردد. در حقیقت توسط این علم می‌توان سیستم‌های مکانیکی را به صورت خودکار درآورد. سیستم‌های ترمز ABS در اتومبیل، دستگاه‌های CNC و کلیه سیستم‌های اتوماسیون را می‌توان از نمونه‌های بارز این علم دانست.

### دانشگاه‌ها
دانشگاه‌های آزاد اسلامی قزوین، شریف، علم و صنعت، تهران و امیرکبیر را باید از دانشگاه‌های پیشرو در این رشته دانست. این رشته تا سال ۹۴ به صورت کارشناسی پیوسته بود اما پس از سال ۹۴ این رشته به صورت کارشناسی ارشد تدریس می‌شود. هم از طریق مهندسی برق و هم از طریق مهندسی مکانیک می‌توان این رشته را برای مقطع کارشناسی ارشد انتخاب کرد.
دانشگاه‌های زیر در سال ۹۹ دارای رشته مکاترونیک بوده‌اند:
- دانشگاه آزاد اسلامی قزوین
- دانشگاه شریف
- دانشگاه تهران
- دانشگاه صنعتی امیرکبیر
- دانشگاه صنعتی خواجه نصیر الدین طوسی
- دانشگاه اراک
- دانشگاه چمران اهواز
- دانشگاه تبریز
- دانشگاه تربیت مدرس
- دانشگاه حکیم سبزواری
- دانشگاه سمنان
- دانشگاه صنعتی ارومیه
- دانشگاه صنعتی شاهرود
- دانشگاه صنعتی مالک اشتر پردیس شاهین شهر اصفهان
- دانشگاه گلستان
- دانشگاه محقق اردبیلی
- دانشگاه نیشابور
- مجتمع آموزش عالی بم
- دانشگاه تبریز
- دانشگاه تهران – پردیس البرز کرج
- دانشگاه تهران – پردیس کیش
- دانشگاه حکیم سبزواری
- دانشگاه غیرانتفاعی امام رضا (ع)
- موسسه غیرانتفاعی سراج
- دانشگاه تفرش (از سال ۱۴۰۲ به بعد)

## میدان متنوع
- بیومکاترونیک: یک زمینه از جنبه‌های متنوعی که مکاترونیک به آن وارد شده، رشته بیومکاترونیک است. هدف بیومکاترونیک، یک‌پارچه‌سازی بخش‌های مکانیکی با اجزای بدن انسان (معمولاً جایگزینی یک قطعه از اسکلت با قطعات کوچک مکانیکی) است. این یک نسخه از واقعیت زندگی با ابزارهای مجازی است.
- نانومکاترونیک:یکی دیگراز جنبه‌های متنوعی که مکاترونیک به آن وارد شده، نانومکاترونیک است که به ساخت دستگاه‌ها و سیستم‌های مکاترونیکی در ابعاد نانو می‌پردازد.
- رباتیک: شاخه‌ای میان رشته‌ای از مهندسی و علم است که شامل مهندسی مکانیک، مهندسی برق و علوم رایانه و چند رشته دیگر می‌شود. رباتیک شامل طراحی، ساخت، راه اندازی و استفاده از رباتها می‌شود. امروزه رباتیک یک حوزه از علم با رشد سریع است. هم‌زمان با ادامه پیشرفتهای تکنولوژی؛ تحقیق، طراحی و ساخت رباتهای جدید در خدمت اهداف عملی متعددی در حوزه‌های خانگی، صنعتی و نظامی انجام می‌گیرد. بسیاری از رباتها برای انجام شغلهای خطرناک برای مردم انجام وظیفه می‌کنند، مانند کار کردن در خنثی سازی بمب، یافتن بازمانده‌های زیر آوارهای غیر پایدار، مین یابی یا جستجوی کشتی‌های غرق شده.
- مهندسی خودرو: به عنوان مادر کلیه رشته‌های منشعب از مهندسی مکانیک شناخته می‌شود، زیرا مهندسی مکانیک با صنعت خودرو آغاز گردید و مکانیزمها و تکنیک‌های و تجربیات حاصل از آن در بخش‌های دیگر بکار گرفته شد و با ترکیب عناصر مکانیکی، الکتریکی، الکترونیکی، نرم‌افزار و ایمنی به عنوان کاربردی در طراحی، ساخت موتور سیکلت، خودرو و کامیون به کار گرفته شد. همچنین این مهندسی در تجهیزات خودرو مانند طراحی زیر سیستم‌هایی مثل سیستم‌های ضد قفل ترمز به کار می‌رود. این رشته در کشورهای پیشرفته تا سطح دکترا و در شاخه‌های گوناگون توسعه یافته‌است.
- علوم پزشکی: ساخت تجهیزات پزشکی همچون صندلی و میزهای مکاترونیکی و هوشمند، دستگاه‌های تصویر برداری پزشکی هوشمند، شناسایی بیماری و شناسایی روش درمان، ربات‌ها جراح جهت انواع جراحی‌ها و رفع مشکلات موجود در جراحی‌های معمول و ربات‌های سیار برای کمک و نگهداری از بیمار و تحویل دارو، هوشمندسازی آزمایشگاه‌های مجهز.
- صنایع هوافضا: تجهیزات فضایی، ربات‌ها فضایی و استفاده از ربات‌ها در تولید صنایع فضایی و ارتباطات رادیویی هوشمند.
- مهندسی مکانیک: استفاده از تجهیزات مکاترونیکی و ربات‌ها در صنایع خودروسازی، طراحی و ساخت خودروها، تجهیز کردن الکترونیک خودروها، هوشمندسازی خودروها و غیره، استفاده از تجهیزات مکاترونیکی و ربات‌ها در صنایع دفاعی، ماشین‌سازی، معادن، مترو، کنترل ترافیک.
- مهندسی الکترونیک: تجهیزات پیشرفته و هوشمند، طراحی و ساخت مدارات مختلف.
- مهندسی کنترل: ساخت و کنترل ربات‌ها و تجهیزات پیشرفته و کنترل انواع تجهیزات موجود در صنعت.
- مدیریت: مدیریت واحدهای صنعتی، مدیریت تیم‌ها در بخش‌های مختلف صنعت و کنترل پروژه، کنترل کیفیت.

## وضعیت اشتغال
این رشته دربرگیرنده چند رشته مختلف است و از همه مهم‌تر به دنبال دید یکپارچه دستگاه‌ها می‌باشد به همین دلیل وضعیت نسبتاً خوبی از لحاظ بازار کار دارد و فارغ‌التحصیلان آن می‌توانند در شرکت‌های مختلف خودروسازی یا شرکت‌های نفت و پتروشیمی استخدام شوند.
پیشنهاد می‌شود به دلیل همپوشانی و شباهت بسیار زیاد با رشته مهندسی مکانیک، مهندسی برق، مهندسی کامپیوتر، مهندسی رباتیک و مهندسی خودرو دانشجویان این رشته به یک یا چند عدد از رشته‌های نام برده مسلط شوند تا وضعیت اشتغال شما بسیار بالا رود. با توجه به بروز بودن این رشته و علاقه مند شدن دانش آموزان به این رشته،به تازگی امکان یادگیری رباتیک برای دانش آموزان نیز فراهم شده و آموزش گاههای آزاد و پژوهشسراهای دانش آموزی تحت حمایت آموزش و پرورش نیز در این زمینه فعالیت هایی را آغاز نموده اند.
به صورت خلاصه می‌توان گفت وضعیت اشتغال این رشته به دلیل اشباع نبودن و نوین بودن آن وضعیت مناسبی است.

## نگارخانه

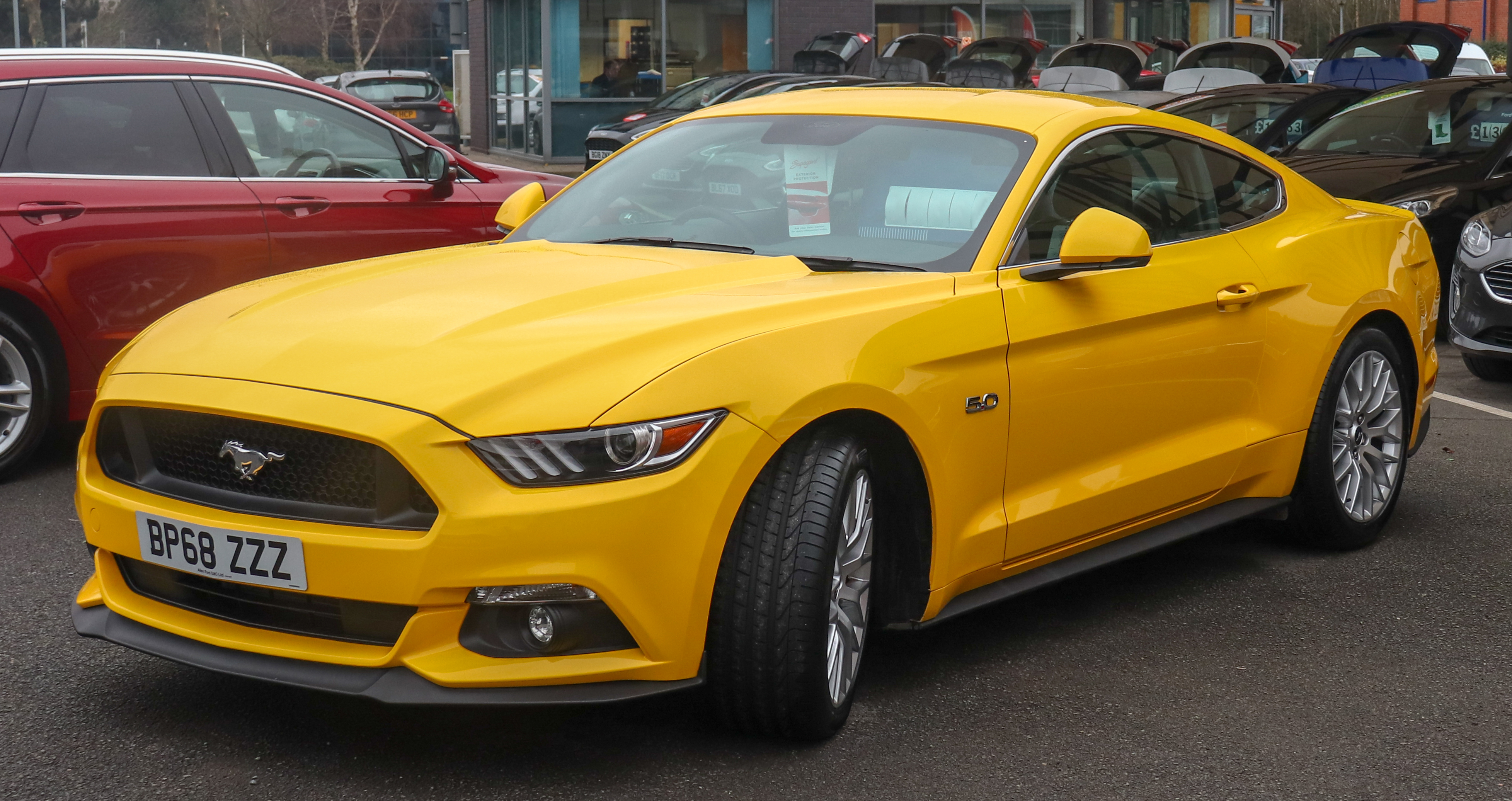
خودرو نیز یکی از مهم‌ترین سیستم‌های مکاترونیکی است

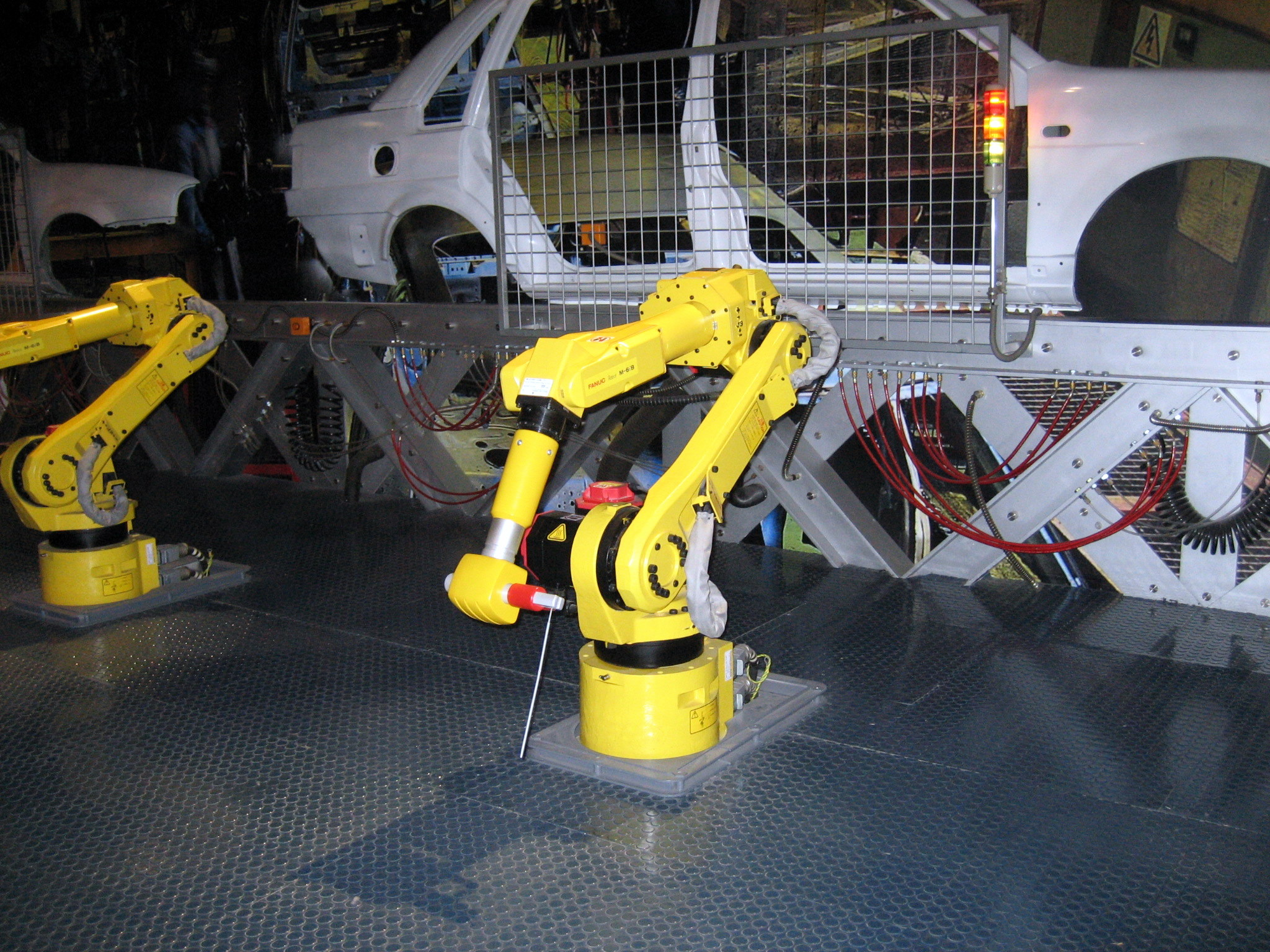
نمونه یک سیستم مکاترونیکی

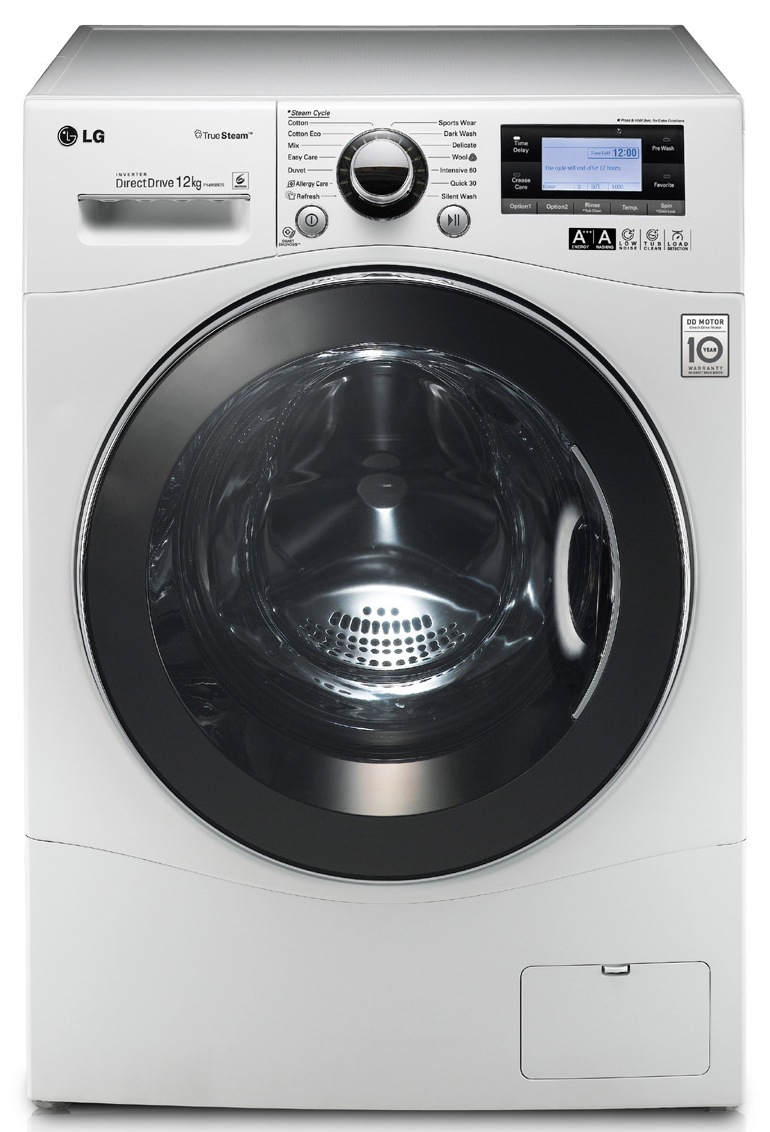
ماشین رخت‌شویی نیز یکی دیگر از سیستم‌های مکاترونیکی است